# TV Doma
Markíza Doma é uma rede de televisão eslovaca fundada em 31 de agosto de 2009.